# Arkar Naing
Arkar Naing (* 4. Mai 1993 in Amarapura) ist ein myanmarischer Fußballspieler.

## Karriere
Arkar Naing stand von 2017 bis 2018 bei Ayeyawady United unter Vertrag. Wo er vorher gespielt hat, ist unbekannt. Der Verein aus Pathein spielte in der ersten Liga, der Myanmar National League. Für Ayeyawady absolvierte er 16 Erstligaspiele und schoss dabei ein Tor. Wo er 2019 gespielt hat, ist unbekannt. Anfang 2020 wurde er vom ebenfalls in der ersten Liga spielenden Yadanarbon FC aus Mandalay unter Vertrag genommen.